# Дев'яниця
Дев'яниця (біл. вёска Дзевяніца) — село в складі Березинського району Мінської області, Білорусь. Село підпорядковане Погостівській сільській раді, розташоване в східній частині області.